# Vydrany
Vydrany (Hongaars: Nemeshódos) is een Slowaakse gemeente in de regio Trnava, en maakt deel uit van het district Dunajská Streda.
Vydrany telt 1.501 inwoners.